# Шмидт, Нэйт
Натан Томас Шмидт (англ. Nathan Thomas Schmidt; 16 июля 1991; Сент-Клауд, Миннесота, США) — американский хоккеист, защитник клуба НХЛ «Юта Маммот».
Обладатель Кубка Стэнли  2025 в составе «Флорида Пантерз».

## Карьера игрока

### Ранние годы
В сезоне 2009-10 Нэйт Шмидт выступал за клуб «Фарго Форс», входящий в USHL. Провёл 70 матчей, забил 14 шайб.
Начиная с 2010 года, играл за команду Университета Миннесоты «Голден Гоферз», которая входит в WCHA. Шмидт выступал за команду 3 сезона (всего 96 матчей и 12 шайб).

### Профессиональная карьера
В апреле 2013 года, будучи свободным агентом, подписал контракт с «Вашингтон Кэпиталз». Последние восемь игр регулярного сезона 2012/13 Шмидт отыграл за фарм-клуб «Херши Беарс».
Сезон 2013-14 хоккеист начал с игры за «Херши», но после первого матча был вызван в «Вашингтон Кэпиталз».
Дебют в НХЛ состоялся 12 октября 2013 года в игре против «Колорадо Эвеланш». Свой первый гол в НХЛ он забил 7 декабря 2013 года в ворота «Нэшвилл Предаторз». 15 декабря 2013 года Шмидт вновь был отправлен в «Херши Беарс». В общей сложности за этот сезон он сыграл за «Кэпиталз» 29 матчей, забив 2 шайбы и набрав 6 очков.
Летом 2014 года «Вашингтон Кэпиталз» объявил о продлении контракта со Шмидтом. Соглашение рассчитано на один сезон и носит двусторонний характер на $ 625 тыс.
В январе 2015 года, играя за «Херши Беарс», хоккеист получил перелом лопатки. Восстановился к плей-офф и провёл 8 матчей в Кубке Колдера, набрав 9 очков.
В июне 2015 года «Вашингтон Кэпиталз» продлил контракт со Шмидтом на 2 года. Сумма сделки составила $ 1,625 млн, а соглашение носило односторонний характер.
Начиная с сезона 2015/16, закрепился в основном составе «Столичных». Дебютировал в плей-офф Кубка Стэнли в серии первого раунда против «Филадельфии». Дебютную шайбу в матчах на вылет забросил уже в следующем году в серии второго раунда против «Питтсбург Пингвинз». Однако оба раза в плей-офф останавливались во 2 раунде, проигрывая «Питтсбургу» серию в 6 и 7 матчах соответственно.
Летом 2017 года как ограниченно свободный агент был выбран на драфте расширения новым клубом — «Вегас Голден Найтс». С «Вегасом» подписал 2-летний контракт на $ 4,45 млн. Первую шайбу за «Рыцарей» забросил уже во 2 матче в ворота «Аризоны Койотис». По итогам сезона стал лидером «Вегаса» по игровому времени.
2 сентября 2018 года НХЛ дисквалифицировала игрока на 20 матчей регулярного чемпионата сезона 2018/19 за использование запрещённых препаратов.
28 июля 2021 года был обменян в «Виннипег Джетс» на выбор в третьем раунде драфта 2022 года.
1 июля 2024 года «Виннипег Джетс» выкупили оставшийся год контракта игрока, и он стал свободным агентом. 3 июля он подписал однолетний контракт с «Флорида Пантерз» на сумму $800.000.

## Статистика
| Легенда | Легенда                    | Легенда | Легенда                   | Легенда | Легенда    |
| ------- | -------------------------- | ------- | ------------------------- | ------- | ---------- |
| И       | Количество проведённых игр | Штр     | Штрафное время            | +/−     | Плюс-минус |
| Г       | Голы                       | П       | Голевые передачи          | О       | Очки       |
| -       | Статистика неизвестна      | —       | Статистика не учитывалась |         |            |